# Christoph Eschenbach
Pour les articles homonymes, voir Eschenbach.
Christoph Eschenbach est un pianiste et chef d'orchestre allemand, né le 20 février 1940 à Breslau (alors en Allemagne, aujourd'hui  Wrocław en Pologne).

## Formation
Christoph Eschenbach étudie le piano à Hambourg avec Eliza Hansen et obtient très jeune plusieurs prix en Allemagne. En 1965, son premier prix au Concours Clara-Haskil à Lucerne marque le point de départ d'une carrière de soliste. Invité dans les plus grands centres musicaux, ce pianiste « magistral » participe également à de nombreuses tournées, notamment avec l'Orchestre de Cleveland et George Szell, et concourt avec Herbert von Karajan.

## Chef d'orchestre
En 1972, il commence une carrière de chef d'orchestre et, en 1975, il fait ses débuts américains au pupitre de l'Orchestre symphonique de San Francisco. Il travaille ensuite avec la plupart des grands orchestres américains (Orchestre philharmonique de New York, de Los Angeles, Orchestre de Cleveland, Orchestre symphonique de Chicago, de San Francisco, de Philadelphie, de Boston…) et européens (Philharmonia Orchestra et Orchestre philharmonique de Londres, Staatskapelle de Dresde, Orchestre philharmonique de Berlin, de Munich, Orchestre de Paris). Il est l'invité régulier de festivals internationaux tels Tanglewood, Hollywood Bowl, Ravinia et Schleswig-Holstein. 
Dans le domaine de l'opéra, il a dirigé Così fan tutte à Covent Garden en 1984 et, à l'Opéra de Houston, Les Noces de Figaro, Don Giovanni, de nouveau Così fan tutte, Le Chevalier à la rose, Lohengrin, Parsifal, Salomé et Elektra. En 2000, il dirige Parsifal au Festival de Bayreuth, en 2001, Arabella au Metropolitan Opera de New York et, en 2004, pour le cinquantième anniversaire du Chicago Lyric Opera, Don Giovanni. 

## Directeur musical
De 1982 à 1986, Christoph Eschenbach a été directeur musical et artistique de l'Orchestre de la Tonhalle de Zurich. De 1988 à 1999, il est directeur musical de l'Orchestre symphonique de Houston, dont il a fait l'un des grands orchestres américains. De septembre 1998 à août 2004, il est directeur musical de l'Orchestre symphonique de la NDR à Hambourg.  
Durant les années 2000, il est parallèlement directeur musical de l'Orchestre de Philadelphie de septembre 2003 à août 2008 et de l'Orchestre de Paris de septembre 2000 à juin 2010, Paavo Järvi prenant sa succession en septembre 2010.
À partir de la saison 2010-2011, il est simultanément directeur musical du National Symphony Orchestra à Washington et du Kennedy Center.
De 2019 à 2023 il a dirigé le Konzerthausorchester Berlin

## Enregistrements et concerts

### Enregistrements
- L'intégrale des sonates pour piano de Wolfgang Amadeus Mozart
- Orchestre symphonique de Houston (L'intégrale des symphonies de Brahms)
- Orchestre de la NDR
- Orchestre de Paris (Berlioz, Bruckner, Dusapin, Berio, Ravel, Dalbavie...)

### Concerts
- Avril 2009 : Soirée avec la Cinquième symphonie et les Rückertlieder de Gustav Mahler, Salle Pleyel
- Festival Enesco de Bucarest
- BBC Proms de Londres
- Tournées, en Allemagne, en Autriche, en Espagne, en Grèce, en Chine, aux États-Unis et au Japon.

## Décorations
- Chevalier de la Légion d'honneur (janvier 2003)
- Commandeur de l'ordre des Arts et des Lettres
- Grand officier de l'ordre du Mérite de la République fédérale d'Allemagne

## Prix et récompenses
- Prix Leonard-Bernstein du Pacific Music Festival